# Sant'Alessandro (Castronno)
Sant'Alessandro (Sant'Alìsandèr in dialetto varesotto) è una frazione del comune italiano di Castronno della provincia di Varese in Lombardia.

## Monumenti e luoghi d'interesse
- Chiesa di Sant′Alessandro[6]